# Bolxaia Iekaterínovka
Bolxaia Iekaterínovka (en rus: Большая Екатериновка) és un poble de l'óblast de Saràtov, a Rússia, segons el cens del 2010 tenia 519 habitants. Pertany al districte municipal d'Atkarsk.